# 노림초등학교
노림초등학교는 대한민국 강원특별자치도 원주시에 있던 공립 초등학교이다. 2004년 부론초등학교와 통합으로 폐지되었다.

## 연혁
- 1938년 8월 31일: 부론공립심상소학교 부설 노림간이학교 설립인가
- 1945년 9월 15일: 노림국민학교로 승격
- 1996년 3월 1일: 노림초등학교로 개칭
- 2004년 3월 1일: 부론초등학교에 통합되어 폐지